# Канежан (Каталонія)
Канежа́н (окс. Canejan, кат. Canejan, ісп. Canejan) - муніципалітет, розташований в Автономній області Каталонія, в Іспанії. Код муніципалітету за номенклатурою Інституту статистики Каталонії - 250637. Знаходиться у терсуні Куате-Локс району (кумарки) Баль-д'Аран (коди району - 39 та VN) провінції Льєйда, згідно з новою адміністративною реформою перебуватиме у складі Баґарії (округи) Ал-Пірінеу і Баль-д'Аран. 

## Населення
Населення міста (у 2007 р.) становить 104 особи (з них менше 14 років - 5,8%, від 15 до 64 - 61,5%, понад 65 років - 32,7%). У 2006 р. народжуваність склала 1 особа, смертність - 0 осіб, зареєстровано 1 шлюб. У 2001 р. активне населення становило 48 осіб, з них безробітних - 6 осіб.

Серед осіб, які проживали на території міста у 2001 р., 99 народилися в Каталонії (з них 83 особи у тому самому районі, або кумарці), 7 осіб приїхало з інших областей Іспанії, а 4 особи приїхали з-за кордону. 

Університетську освіту має 6,7% усього населення. 

У 2001 р. нараховувалося 46 домогосподарств (з них 43,5% складалися з однієї особи, 21,7% з двох осіб,10,9% з 3 осіб, 15,2% з 4 осіб, 0% з 5 осіб, 6,5% з 6 осіб, 0% з 7 осіб, 0% з 8 осіб і 2,2% з 9 і більше осіб).

Активне населення міста у 2001 р. працювало у таких сферах діяльності : у сільському господарстві - 11,9%, у промисловості - 4,8%, на будівництві - 11,9% і у сфері обслуговування - 71,4%. 

 У муніципалітеті або у власному районі (кумарці) працює 12 осіб, поза районом - 30 осіб.

### Безробіття
У 2007 р. нараховувалося 0 безробітних (у 2006 р. - 1 безробітний).

## Економіка

### Підприємства міста

#### Промислові підприємства
| \| Промислові підприємства міста, за сферою діяльності \| Промислові підприємства міста, за сферою діяльності \| Промислові підприємства міста, за сферою діяльності \| \| Рік \| 2002 р. \| 2001 р. \| \| --------------------------------------------------- \| --------------------------------------------------- \| --------------------------------------------------- \| \| Енергетичні та водні ресурси \| 100% \| 100% \| \| Хімія та метали \| 0% \| 0% \| \| Переробка металів \| 0% \| 0% \| \| Продукти харчування \| 0% \| 0% \| \| Текстиль \| 0% \| 0% \| \| Виробництво меблів, видання \| 0% \| 0% \| \| Інше \| 0% \| 0% \| \| Усього підприємств \| 1 \| 1 \| |         |         |
| Промислові підприємства міста, за сферою діяльності |         |         |
| Рік | 2002 р. | 2001 р. |
| Енергетичні та водні ресурси | 100%    | 100%    |
| Хімія та метали | 0%      | 0%      |
| Переробка металів | 0%      | 0%      |
| Продукти харчування | 0%      | 0%      |
| Текстиль | 0%      | 0%      |
| Виробництво меблів, видання | 0%      | 0%      |
| Інше | 0%      | 0%      |
| Усього підприємств | 1       | 1       |

#### Роздрібна торгівля
| \| Підприємства роздрібної торгівлі міста, за сферою діяльності \| Підприємства роздрібної торгівлі міста, за сферою діяльності \| Підприємства роздрібної торгівлі міста, за сферою діяльності \| \| Рік \| 2002 р. \| 2001 р. \| \| ------------------------------------------------------------ \| ------------------------------------------------------------ \| ------------------------------------------------------------ \| \| Продукти харчування \| *% \| 100% \| \| Одяг та взуття \| *% \| 0% \| \| Товари для дому \| *% \| 0% \| \| Книги та періодичні видання \| *% \| 0% \| \| Промислова хімічна продукція \| *% \| 0% \| \| Продукція, пов'язана з транспортними засобами \| *% \| 0% \| \| Інше \| *% \| 0% \| \| Усього підприємств \| 0 \| 1 \| |         |         |
| Підприємства роздрібної торгівлі міста, за сферою діяльності |         |         |
| Рік | 2002 р. | 2001 р. |
| Продукти харчування | *%      | 100%    |
| Одяг та взуття | *%      | 0%      |
| Товари для дому | *%      | 0%      |
| Книги та періодичні видання | *%      | 0%      |
| Промислова хімічна продукція | *%      | 0%      |
| Продукція, пов'язана з транспортними засобами | *%      | 0%      |
| Інше | *%      | 0%      |
| Усього підприємств | 0       | 1       |

#### Сфера послуг
| \| Підприємства міста, що працюють у сфері послуг, за діяльністю \| Підприємства міста, що працюють у сфері послуг, за діяльністю \| Підприємства міста, що працюють у сфері послуг, за діяльністю \| \| Рік \| 2002 р. \| 2001 р. \| \| ------------------------------------------------------------- \| ------------------------------------------------------------- \| ------------------------------------------------------------- \| \| Гуртова торгівля \| 0% \| 0% \| \| Готелі та готельний бізнес \| 100% \| 100% \| \| Транспорт та зв'язок \| 0% \| 0% \| \| Посередницькі фінансові послуги \| 0% \| 0% \| \| Послуги підприємствам \| 0% \| 0% \| \| Послуги фізичним особам \| 0% \| 0% \| \| Нерухомість та ін. \| 0% \| 0% \| \| Усього підприємств \| 3 \| 2 \| |         |         |
| Підприємства міста, що працюють у сфері послуг, за діяльністю |         |         |
| Рік | 2002 р. | 2001 р. |
| Гуртова торгівля | 0%      | 0%      |
| Готелі та готельний бізнес | 100%    | 100%    |
| Транспорт та зв'язок | 0%      | 0%      |
| Посередницькі фінансові послуги | 0%      | 0%      |
| Послуги підприємствам | 0%      | 0%      |
| Послуги фізичним особам | 0%      | 0%      |
| Нерухомість та ін. | 0%      | 0%      |
| Усього підприємств | 3       | 2       |

## Житловий фонд
У 2001 р. 8,7% усіх родин (домогосподарств) мали житло метражем до 59 м2, 47,8% - від 60 до 89 м2, 37% - від 90 до 119 м2 і
6,5% - понад 120 м2.

З усіх будівель у 2001 р. 19,6% було одноповерховими, 75,5% - двоповерховими, 4,9
% - триповерховими, 0% - чотириповерховими, 0% - п'ятиповерховими, 0% - шестиповерховими,
0% - семиповерховими, 0% - з вісьмома та більше поверхами.

## Автопарк
| \| Автомобілі, зареєстровані у місті, за призначенням \| Автомобілі, зареєстровані у місті, за призначенням \| Автомобілі, зареєстровані у місті, за призначенням \| \| Рік \| 2006 р. \| 2005 р. \| \| -------------------------------------------------- \| -------------------------------------------------- \| -------------------------------------------------- \| \| Приватні автомобілі \| 62,5% \| 64,4% \| \| Мотоцикли \| 14,8% \| 13,8% \| \| Вантажівки \| 20,5% \| 20,7% \| \| Трактори \| 0% \| 0% \| \| Автобуси та ін. \| 2,3% \| 1,1% \| \| Усього автомобілів \| 88 шт. \| 87 шт. \| |         |         |
| Автомобілі, зареєстровані у місті, за призначенням |         |         |
| Рік | 2006 р. | 2005 р. |
| Приватні автомобілі | 62,5%   | 64,4%   |
| Мотоцикли | 14,8%   | 13,8%   |
| Вантажівки | 20,5%   | 20,7%   |
| Трактори | 0%      | 0%      |
| Автобуси та ін. | 2,3%    | 1,1%    |
| Усього автомобілів | 88 шт.  | 87 шт.  |

## Вживання каталанської мови
У 2001 р. каталанську мову у місті розуміли 99,1% усього населення (у 1996 р. - 100%), вміли говорити нею 89,9% (у 1996 р. - 
81,6%), вміли читати 48,6% (у 1996 р. - 42,7%), вміли писати 15,6
% (у 1996 р. - 11,7%). Не розуміли каталанської мови 0,9%.

## Політичні уподобання
У виборах до Парламенту Каталонії у 2006 р. взяло участь 44 особи (у 2003 р. - 64 особи). Голоси за політичні сили розподілилися таким чином:
| \| Вибори до Парламенту Каталонії \| Вибори до Парламенту Каталонії \| Вибори до Парламенту Каталонії \| \| Рік \| 2006 р. \| 2003 р. \| \| -------------------------------------- \| ------------------------------ \| ------------------------------ \| \| Конвергенція та Єднання (CiU) \| 29,5% \| 32,8% \| \| Соціалістична партія Каталонії (PSC) \| 54,5% \| 50% \| \| Народна партія (PP) \| 11,4% \| 10,9% \| \| Ініціатива за зелену Каталонію (IC) \| 0% \| 1,6% \| \| Республіканська лівиця Каталонії (ERC) \| 0% \| 1,6% \| \| Громадянська партія (C's) \| 4,5% \| 0% \| \| Інші \| 0% \| 3,1% \| |         |         |
| Вибори до Парламенту Каталонії |         |         |
| Рік | 2006 р. | 2003 р. |
| Конвергенція та Єднання (CiU) | 29,5%   | 32,8%   |
| Соціалістична партія Каталонії (PSC) | 54,5%   | 50%     |
| Народна партія (PP) | 11,4%   | 10,9%   |
| Ініціатива за зелену Каталонію (IC) | 0%      | 1,6%    |
| Республіканська лівиця Каталонії (ERC) | 0%      | 1,6%    |
| Громадянська партія (C's) | 4,5%    | 0%      |
| Інші | 0%      | 3,1%    |